# Michał Nekanda-Trepka
Michał Nekanda-Trepka (ur. 24 września 1947 w Warszawie, zm. 11 września 2020 tamże) – polski reżyser filmów dokumentalnych i autor reportaży telewizyjnych.

## Wykształcenie
Ukończył Liceum Sztuk Plastycznych w Warszawie, następnie od 1974 roku kontynuował naukę w Łodzi, na wydziale reżyserii filmowej i realizacji telewizyjnej PWSFTviT.

## Twórczość
Debiutował w 1968 etiudami:  „Sylwester” i „Projekt”, dwa lata później wyreżyserował „Za bramą”. W 1985 roku nakręcił „Łódź starożytną”,
w 1991 „Rozpad”, i „Teosia”, w 1992 „Oto jest głowa zdrajcy”, w 1993 „Karuzelę”, w 1995 „Moją archeologie”, w 1998
„Pięć moich matek”, w 1999 „Z ziemi własnej do Polski”, w tyn samym roku „Przy torze kolejowym”, w 2002 „Ostatni świadek”, w 2003 „Polska via dolorosa”, w 2004 roku „Łyżeczka życia”, w 2005 „Jakby to było wczoraj”, w 2006 „To nasza młodość”, w 2007
„Chutor konne”, w 2008 „Polska już nie jest w potrzebie...”, w 2009 „Narodzona po raz drugi”, w 2012 roku „Campo di Fiori” w tym samym roku „Zejść na ziemię”.
Przez wiele lat współpracował z Telewizją Polską. Był również członkiem Zarządu Głównego Stowarzyszenia Filmowców Polskich.

## Nagrody
- Silver World Medal na  festiwalu Tv & Film Awards 2014 w Nowym Jorku, za film „Campo di Fiori”[3];
- Nagroda specjlna Prezesa TVP na Ogólnopolskim Festiwalu Filmów Krótkometrażowych Kraków 2000;
- Nagroda Wytwórni Filmów Oświatowych i Programów Edukacyjnych w Łodzi za film „To nasza młodość” (2006);
- Nagroda im. Antoniego Marianowicza za film „Ostatni świadek” na Międzynarodowym Festiwalu Filmowym „Żydowskie Motywy” w 2004 roku[4];
- Srebrny Dyplom na międzynarodowym festiwalu filmów dokumentalnych "Człowiek w świecie - o ludzkiej godności, tolerancji i holokauście" w Sztokholmie w 2002 roku, za film „Ostatni świadek”;
- Nagroda im. Łukasza Hirszowicza w 2002 roku, za film „Ostatni świadek”[5];
- W 2006 roku otrzymał List gratulacyjny od Prezydenta RP Lecha Kaczyńskiego honorujący całokształt twórczości[6].

## Życie prywatne
Jego żoną była scenarzystka i reżyserka Elżbieta Nekanda-Trepka. Miał córkę Judytę.

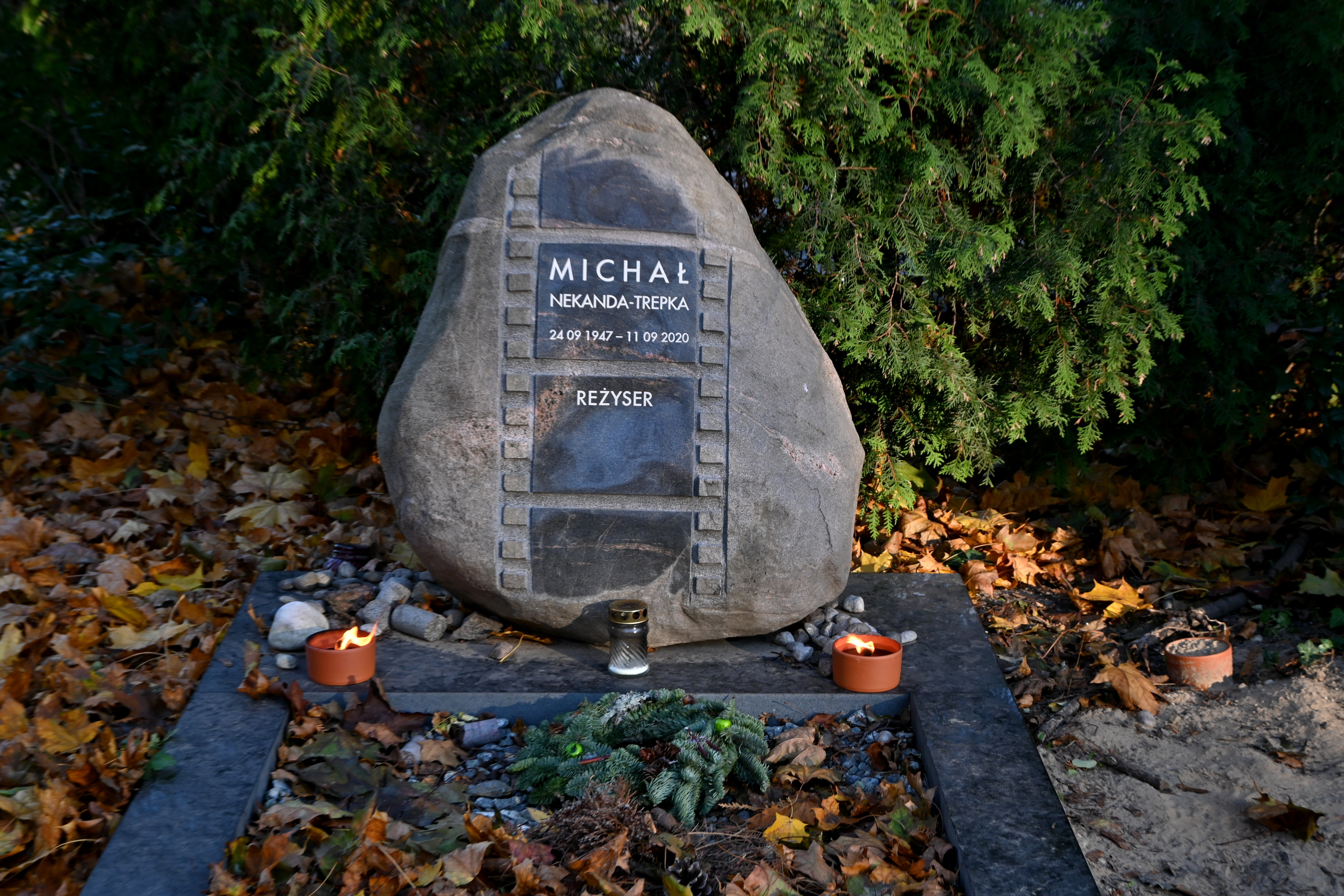
Grób reżysera Michała Nakanda-Trepki na cmentarzu żydowskim przy ul. Okopowej w Warszawie

Michał Nekanda-Trepka zmarł po potrąceniu przez samochód, prowadzony przez pijanego 28–letniego kierowcę, na przejściu dla pieszych na ulicy Świętokrzyskiej w Warszawie. Został pochowany na Cmentarzu Żydowskim przy ul. Okopowej